# Tekeste Woldu
Tekeste Woldu (* 5. Mai 1945 in Asmara) ist ein ehemaliger Radrennfahrer aus Äthiopien (heute ist er Bürger von Eritrea) und nationaler Meister im Radsport.

## Sportliche Laufbahn
Woldu war im Straßenradsport aktiv. Er war Teilnehmer der Olympischen Sommerspiele 1968 in Mexiko-Stadt und wurde im olympischen Straßenrennen als 53. klassiert. Im Mannschaftszeitfahren wurde sein Team in der Besetzung Yemane Negassi, Fisihasion Ghebreyesus, Mikael Saglimbeni und Tekeste Woldu 26. von 30 gestarteten Mannschaften.
Bei den Olympischen Sommerspielen 1972 in München war er erneut dabei. Im olympischen Straßenrennen wurde er beim Sieg von Hennie Kuiper 53. des Rennens. Im Mannschaftszeitfahren kam sein Team in der Besetzung Mehari Okubamicael, Rissom Gebre Meskei, Fisihasion Ghebreyesus und Tekeste Woldu auf den 28. Rang.
Woldu begann im Alter von zwölf Jahren in einer Fahrradwerkstatt zu arbeiten. Auf einem geliehenen Rad begleitete er einen der wenigen damals aktiven Radsportler seiner Heimat bei Trainingsfahrten. Dieser ermunterte ihn, Radsport als Hobby zu betreiben. Bereits sein erstes Radrennen konnte er gewinnen. Der damalige nationale Meister Salim Binnie Carmelo war von Woldus Leistungen beeindruckt und schenkte ihm eine Rennmaschine. Nach den Spielen in Mexiko erhielt er eine Einladung eines italienischen Vereins und lebte einige Jahre in Italien, wo er auch Rennen gewinnen konnte. Im Giro della Valle d’Aosta 1970 war er auf einer Etappe erfolgreich.
1972 gewann er bei den Afrikaspielen das Straßenrennen und siegte mit der Nationalmannschaft auch im Mannschaftszeitfahren. Äthiopischer Meister im Straßenrennen wurde er dreimal. Mit 24 Jahren beendete er seine Laufbahn, als seine Regierung von ihm verlangte, in seine Heimat zurückzukommen und nur noch Rennen für die Nationalmannschaft Äthiopiens zu bestreiten. Woldu fuhr später Rennen in den Seniorenklassen.

## Berufliches
Nach seiner aktiven Laufbahn betrieb er einen Fahrradladen in Eritrea und unterstützte ein regionales Radsportteam.